# 岩国連隊区
岩国連隊区（いわくにれんたいく）は、大日本帝国陸軍の連隊区の一つ。1907年（明治40年）に設置され、山口県・広島県の一部地域の徴兵・召集等の兵事事務を取り扱った。1925年（大正14年）に廃止された。

## 沿革
日本陸軍の内地19個師団体制に対応するため陸軍管区表が改正（明治40年9月17日軍令陸第3号）され、1907年10月1日、岩国連隊区を新設し第5師管第21旅管に属した。
日本陸軍の第三次軍備整理に伴い陸軍管区表が改正（大正14年4月6日軍令陸第2号）され、1925年5月1日に岩国連隊区は廃止された。

## 管轄区域の変遷
その管轄区域は陸軍管区表（明治40年軍令陸第3号）により次のとおり定められた。管轄区域は、山口県区域は山口連隊区から、広島県区域は広島連隊区から編入して形成された。
- 山口県

玖珂郡・大島郡・熊毛郡
- 広島県

山県郡・安佐郡・佐伯郡
1915年（大正4年）9月13日、陸軍管区表が改正（大正4年軍令陸第10号）され、広島連隊区から広島県高田郡を編入し、山口県熊毛郡を山口連隊区に移管した。
1920年（大正9年）8月7日、陸軍管区表が改正（大正9年軍令陸第10号）され、同年8月10日、浜田連隊区から広島県双三郡を編入した。
1925年の廃止後、旧管轄区域は二分割され、山口県区域は山口連隊区に、広島県区域は広島連隊区に編入された。

## 司令官
| 代 | 氏名       | 階級     | 在任期間               | 出身校・期 | 前職                  | 後職             | 備考 |
| -- | ---------- | -------- | ---------------------- | ---------- | --------------------- | ---------------- | ---- |
|    | 日根野周造 | 歩兵少佐 | 1907.10.3 - 1909.9.30  |            | 広島連隊区司令部附    | 死去             |      |
|    | 平岡鋼太郎 | 歩兵少佐 | 1909.10.12 - 1911.3.22 |            | 台湾歩兵第1連隊大隊長 | 広島連隊区司令官 |      |
|    | 林長       | 歩兵少佐 | 1911.3.22 - 1912.3.8   |            | 歩兵第71連隊附        | 歩兵第71連隊附   |      |
|    | 大野豊四   | 歩兵中佐 | 1912.3.8 - 1912.9.28   |            | 歩兵第12連隊附        | 歩兵第15連隊長   |      |
|    | 高木満穂   | 歩兵中佐 | 1912.9.28 - 1914.8.10  |            | 歩兵第30連隊附        | 待命             |      |
|    | 佐藤鶴松   | 歩兵中佐 | 1914.8.10 - 1917.8.6   |            | 歩兵第27連隊附        | 待命             |      |
|    | 鳥谷章     | 歩兵中佐 | 1917.8.6 - 1918.7.24   |            | 歩兵第61連隊附        | 本郷連隊区司令官 |      |
|    | 馬場鎮江   | 歩兵中佐 | 1918.7.24 - 1920.8.10  |            | 歩兵第33連隊附        | 歩兵第71連隊長   |      |
|    | 利根澤貞吉 | 歩兵中佐 | 1920.8.10 - 1921.7.22  |            | 歩兵第63連隊附        | 松山連隊区司令官 |      |
|    | 生駒幸秀   | 歩兵大佐 | 1921.7.22 - 1922.8.15  |            | 松山連隊区司令官      | 待命             |      |
|    | 加藤幾久松 | 歩兵大佐 | 1922.8.15 - 1924.2.4   |            | 佐倉連隊区司令部部員  | 待命             |      |
|    | 野田三蔵   | 歩兵大佐 | 1924.2.4 - 廃止        |            | 第7師団副官           | 小倉連隊区司令官 |      |